# Цабакук
Цабакук (нем. Zabakuck) — деревня в Германии, в земле Саксония-Анхальт. Входит в состав города Йерихов района Йерихов.
Впервые упоминается в 1430 году.
В самом конце Великой Отечественной войны, 5—6 мая 1945 года, на территории деревни силами советской 185-я стрелковой дивизии велись тяжёлые бои против остатков немецко-фашистских войск.
С 1 июля 1950 до 31 декабря 1956 деревня входила в состав общины Демзин.
До 31 декабря 2009 года Цабакук имела статус общины (коммуны). Население составляло 206 человек (на 31 декабря 2006 года). Занимала площадь 11,41 км².
1 января 2010 года община Цабакук вошла в состав города Йерихов.